# Abdul Fatawu Issahaku
Abdul Fatawu Issahaku (* 8. März 2004 in Tamale) ist ein ghanaischer Fußballspieler, der aktuell bei Sporting Lissabon und der ghanaischen Nationalmannschaft spielt und für die Saison 2023/24 an Leicester City ausgeliehen ist.

## Karriere

### Verein
Fatawu begann seine fußballerische Ausbildung beim Steadfast FC, wo er bis heute noch aktiv ist. In der Saison 2019/20 spielte er 13 Mal in der Division One League, wobei er acht Tore schoss und fünf vorbereitete. In seiner zweiten Saison spielte er 14 Mal, schoss 12 Tore, bereitete weitere zwölf vor und wurde achtmal Man of the Match. Im November 2021 wechselte er zum Dreams FC. Dort traf er in sieben Spielen 2021/22 sechsmal.
Anfang Februar 2022 wechselte er schließlich nach Portugal zu Sporting Lissabon in die U23-Mannschaft. Ab dem Sommer 2022 kam er dort zudem auch in der Profimannschaft zu ersten Einsätzen in der Primeira Liga sowie der UEFA Champions League.
Für die Spielzeit 2023/24 wechselte er per Leihe nach England zu Leicester City in die EFL Championship.

### Nationalmannschaft
Fatawu wurde für den U20-Afrika-Cup 2021 nominiert und traf dort bei seinem Debüt für die U20 Ghanas im Gruppenspiel gegen Tansania. Mit seinem Team kam er bis ins Finale gegen Uganda, welches man auch dank einer Vorlage von Fatwu gewinnen konnte.
Am 26. März 2021 debütierte er für die B-Nationalmannschaft, als er in einem Freundschaftsspiel gegen Usbekistan über 90 Minuten spielte und bei der 1:2-Niederlage direkt seinen ersten Treffer erzielte.
Mitte 2021 stand er die ersten Male im Kader der A-Nationalmannschaft. Sein Debüt gab er am 9. Oktober 2021 in der WM-Qualifikation gegen Simbabwe in der Startelf. Mit den Black Stars nahm er am Afrika-Cup 2022 teil und spielte dort auch in allen drei Spiele der Gruppenphase, in der sein Team auch scheiterte. Ende 2022 nahm er mit der Mannschaft zudem an der Weltmeisterschaft teil, kam dabei jedoch nur im letzten der drei Gruppenspiele zu einem Kurzeinsatz.

## Erfolge
- Sieger des U-20-Afrika-Cup: 2021